# Kasımlar, Kızılcahamam
Kasımlar là một xã thuộc huyện Kızılcahamam, tỉnh Ankara, Thổ Nhĩ Kỳ. Dân số thời điểm năm 2011 là 48 người.